# Comuna Iakîmivka, Nîjnohirskîi
Iakîmivka (în ucraineană Якимівка) este o comună în raionul Nîjnohirskîi, Republica Autonomă Crimeea, Ucraina, formată din satele Dvoricicea, Iakîmivka (reședința) și Lujkî.

## Demografie
Componența lingvistică a comunei Iakîmivka
     Rusă (58,91%)
     Tătară crimeeană (26,18%)
     Ucraineană (12,51%)
     Alte limbi (0,04%)
Conform recensământului din 2001, majoritatea populației comunei Iakîmivka era vorbitoare de rusă (58,91%), existând în minoritate și vorbitori de tătară crimeeană (26,18%) și ucraineană (12,51%).